# NGC 5020
NGC 5020 (другие обозначения — UGC 8289, MCG 2-34-3, ZWG 72.24, IRAS13102+1251, PGC 45883) — галактика в созвездии Дева.
Этот объект входит в число перечисленных в оригинальной редакции «Нового общего каталога».
В галактике вспыхнула сверхновая SN 2015D типа IIP, её пиковая видимая звездная величина составила 17,5.
В галактике вспыхнула сверхновая SN 1991J. Её пиковая видимая звёздная величина составила 17.